# St. Aloysius (Höltinghausen)

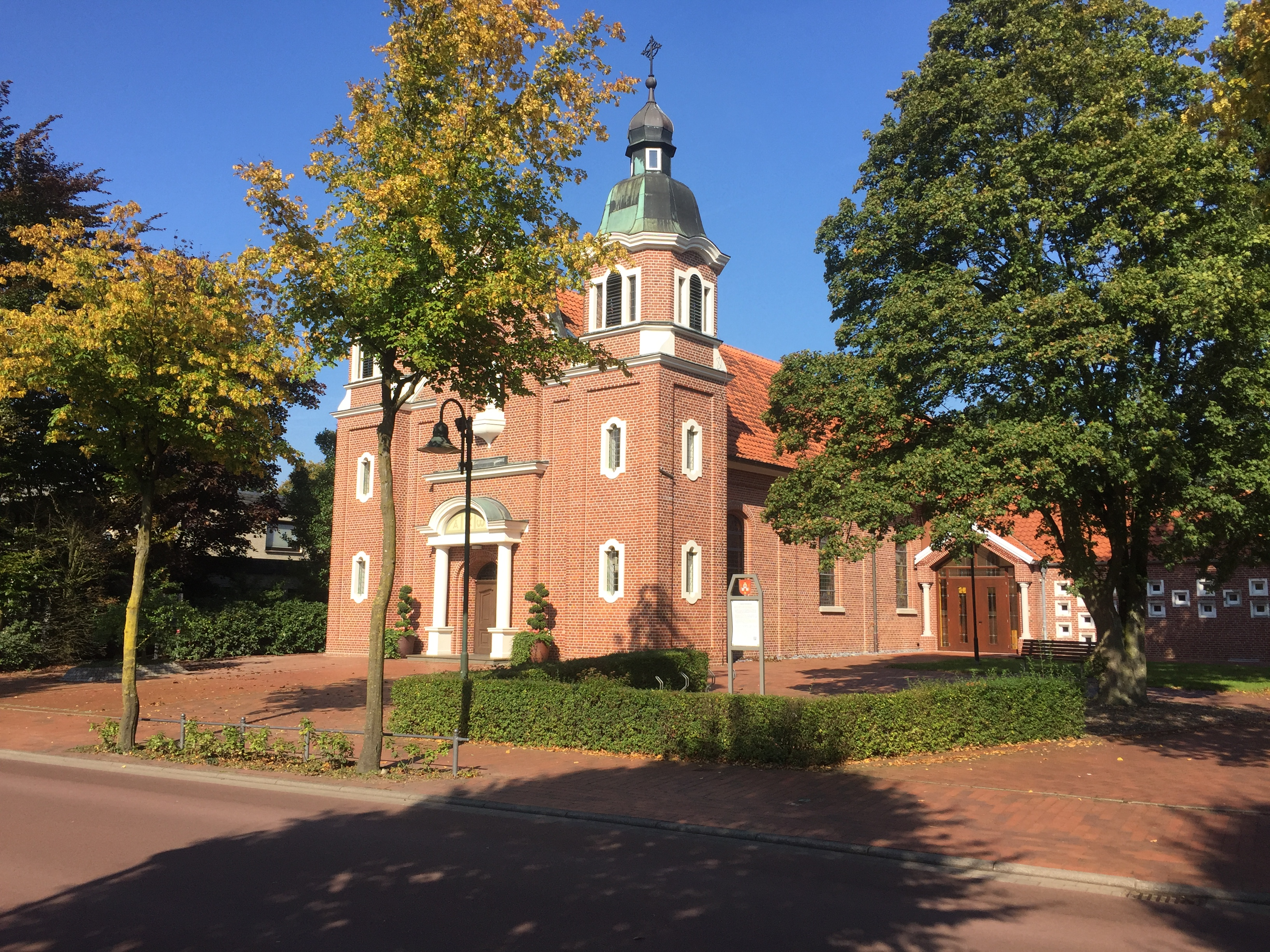
St. Aloysius, 2017

St. Aloysius ist eine katholische Kirche der Pfarrgemeinde St. Margaretha im niedersächsischen Höltinghausen.

## Geschichte

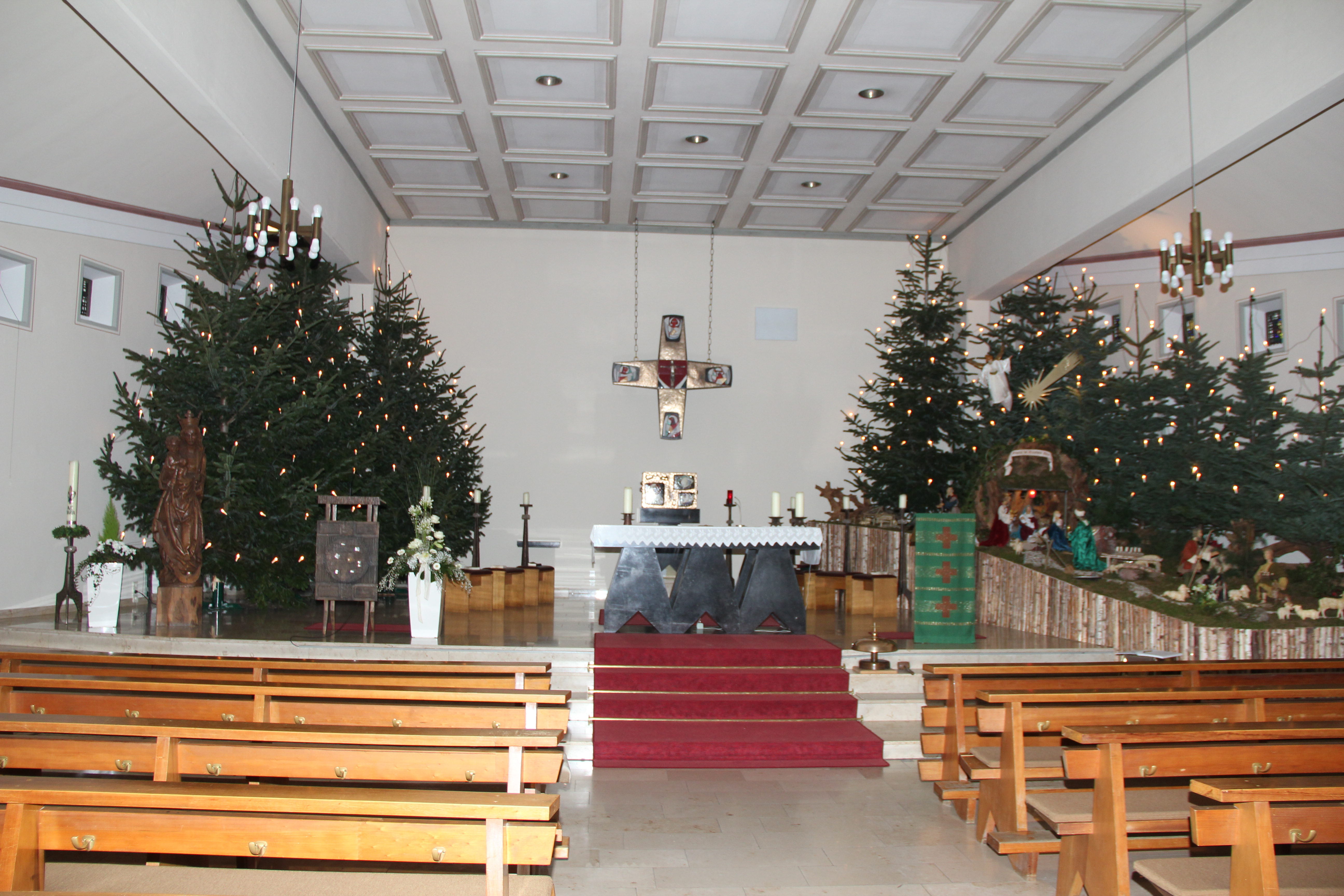
Innenansicht der Kirche St. Aloysius in der Weihnachtszeit

Das Bestreben einer eigenen Kirche in Höltinghausen gab es bereits vor dem Ersten Weltkrieg, musste jedoch aufgrund der hohen Geldentwertung in der Inflationszeit nach dem Krieg aufgegeben werden. Erst Jahre später, 1924, konnte mit dem Bau begonnen werden. Am 2. Dezember 1926 wurde die Kirche feierlich auf den Heiligen Aloisius von Gonzaga eingeweiht. 1960 wurde der Kirchenbau erweitert, 1964 folgte das Pfarrheim. Weitere Bauten folgten: Mitte der 1960er-Jahre das Kriegerdenkmal, 1970/71 der Don-Bosco-Kindergarten und 1974 die Friedhofskapelle. Zwischen 1935 und 2014 gab es mehrere Umbauten bzw. Renovierungen (z. B. 1935 eine neue Glocke, 1986 Umbau der Empore für die neue Orgel, 2007 Friedhofsgestaltung, 2014 Renovierung der Seiteneingänge und der Friedhofskapelle usw.). Die Orgel, die ein elektronisches Instrument ersetzte, stammt aus der Werkstatt Alfred Führers und wurde 1990 eingebaut.
Am 7. März 2010 fusionierten St. Aloysius Höltinghausen, St. Marien Halen und St. Margaretha Emstek zu einer neuen Pfarrei unter dem Namen St. Margaretha.